# Eden’s Crush
Eden’s Crush war eine US-amerikanische Girlgroup.

## Geschichte
Die Gruppe wurde im Rahmen der Castingshow Popstars des TV-Senders The WB 2001 geschaffen. Ihre erste Single Get Over Yourself (Goodbye) erreichte Platz 8 der Billboard Charts, das Album Popstars Platz 6. Eden’s Crush erreichte aber nicht den Erfolg anderer Popstars-Gruppen. Die Girlgroup wurde bereits 2002 wieder aufgelöst. Bekanntestes ehemaliges Mitglied ist die heutige Pussycat-Dolls- und Solo-Sängerin Nicole Scherzinger. Im Jahr 2001 hatten sie außerdem einen Auftritt in der Serie Sabrina – Total Verhext!.

## Diskografie

### Studioalben
| Jahr | Titel    | Höchstplatzierung, Gesamtwochen, AuszeichnungChartsChartplatzierungen (Jahr, Titel, Platzierungen, Wochen, Auszeichnungen, Anmerkungen) | Anmerkungen                       |
| Jahr | Titel    | US | Anmerkungen                       |
| ---- | -------- | --- | --------------------------------- |
| 2001 | Popstars | US6 Gold · (13 Wo.)US | Erstveröffentlichung: 1. Mai 2001 |

### Singles
| Jahr | Titel Album                | Höchstplatzierung, Gesamtwochen, AuszeichnungChartsChartplatzierungen (Jahr, Titel, Album, Platzierungen, Wochen, Auszeichnungen, Anmerkungen) | Anmerkungen                     |
| Jahr | Titel Album                | US | Anmerkungen                     |
| ---- | -------------------------- | --- | ------------------------------- |
| 2001 | Get Over Yourself Popstars | US8 Gold · (14 Wo.)US | Erstveröffentlichung: März 2001 |

Weitere Singles
- 2001: Love This Way